# ویلی گلدبرگر
ویلی گُلدبرگر (آلمانی: Willy Goldberger؛ ‏ ۱ ژانویهٔ ۱۸۹۸ – ۱ ژانویهٔ ۱۹۶۰) فیلم‌بردار و عکاس اهل آلمان بود. در برخی فیلم‌های اسپانیایی‌زبان، نام او به‌صورت گی‌یرمو گُلدبرگر آمده‌است.
از فیلم‌هایی که وی در آن‌ها نقش داشته‌است، می‌توان به راسکولینکف، پیمان‌شکنی، شبی با تو،  خیال مرا از سر بیرون کن و گردباد اشاره نمود.